# Loricaria birindellii
Loricaria birindellii är en fiskart som beskrevs av Thomas och Sabaj Pérez 2010. Loricaria birindellii ingår i släktet Loricaria och familjen Loricariidae. Inga underarter finns listade i Catalogue of Life.